# Jogos Paralímpicos de Verão de 2016
Os XV Jogos Paralímpicos de Verão, oficialmente Jogos Paralímpicos do Rio 2016, mais comumente Rio 2016, foi um evento multiesportivo para atletas com deficiência organizado pelo Comitê Paralímpico Internacional, realizado no Rio de Janeiro, Brasil, de 7 a 18 de setembro de 2016. Foi a primeira vez que os Jogos Paralímpicos foram sediados na América do Sul, na América Latina e em um país lusófono. Foi também a segunda vez que aconteceram no hemisfério sul, depois de Sydney 2000. Além disso, pela nona vez o Brasil sediou um grande evento multiesportivo. Esta edição teve a inclusão da paracanoagem e paratriatlo no programa esportivo.

## Processo de candidatura
O processo de eleição da cidade-sede dos Jogos Olímpicos e Paralímpicos de Verão de 2016 ocorreu entre 2007 e 2009 e contou com a participação de sete cidades de três continentes. Outras ainda planejaram participar do processo, mas não se inscreveram.

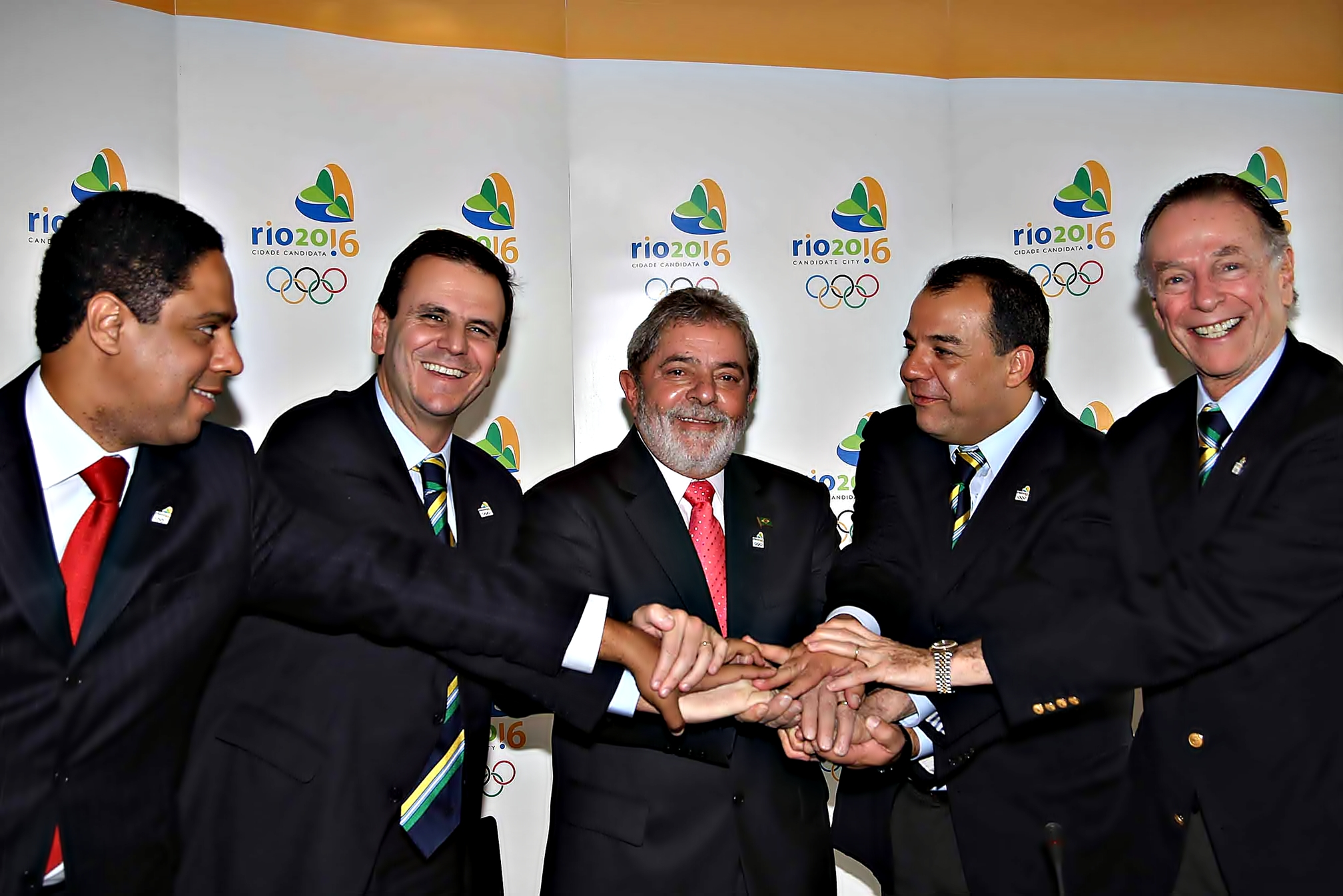
O ex-ministro dos Esportes Orlando Silva Júnior, o prefeito Eduardo Paes, o ex-presidente Lula, o ex-governador Sérgio Cabral Filho e o presidente do COB Carlos Arthur Nuzman

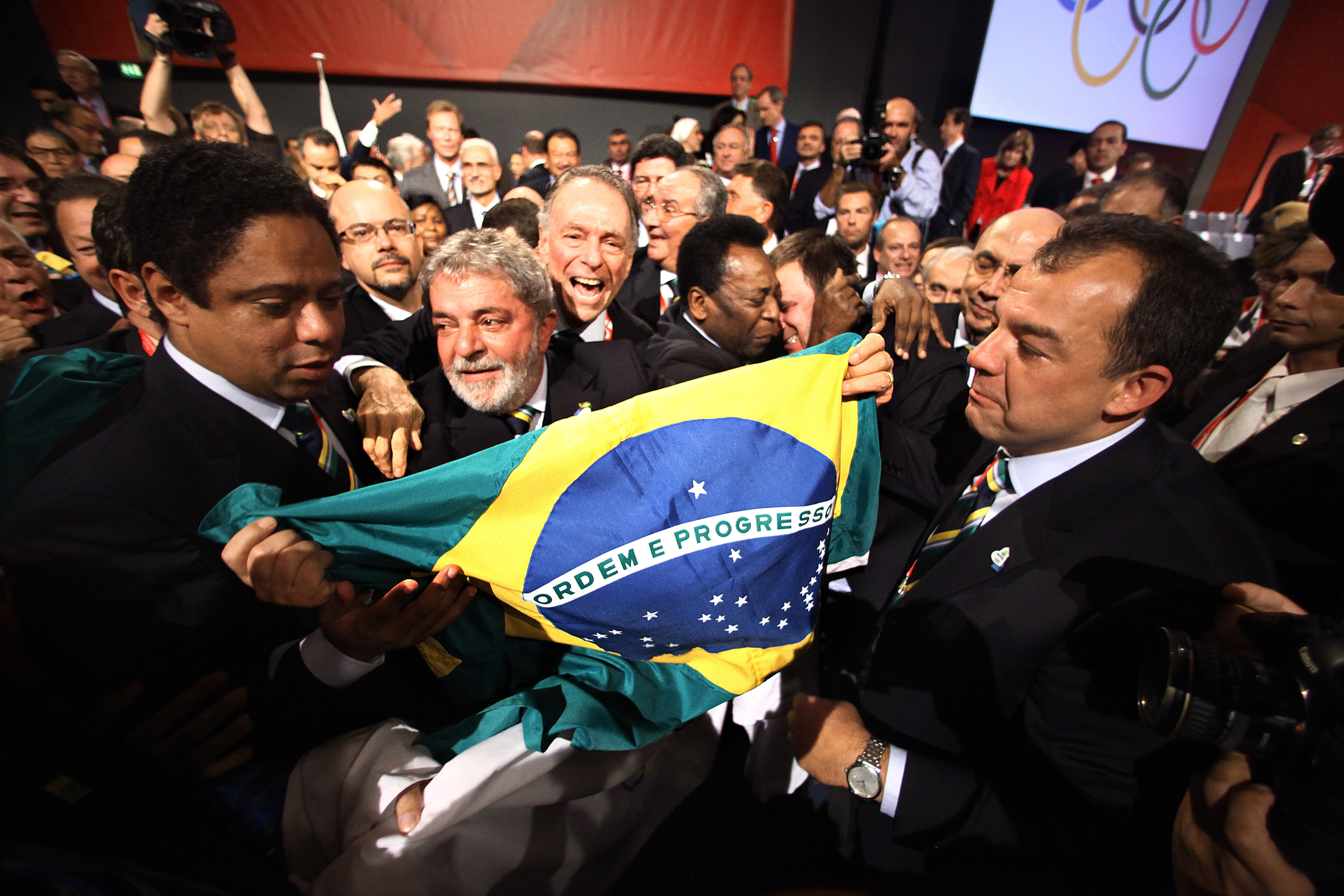
Membros da delegação brasileira comemoram a escolha do Rio de Janeiro

Em 13 de setembro de 2007 encerrou-se o prazo de inscrições. Duas cidades da América (Chicago e Rio de Janeiro), duas da Ásia (Doha e Tóquio) e três da Europa (Baku, Madri e Praga) oficializaram a postulação. Em 4 de Junho de 2008 o Comitê Olímpico Internacional (COI) revelou o resultado das avaliações preliminares das sete cidades postulantes, eliminando Baku, Praga, Doha e tornando as quatro restantes em cidades candidatas: Rio de Janeiro, Madrid, Tóquio e Chicago.
A segunda fase começou com o Programa de Observação dos Jogos Olímpicos de Verão de 2008, em Pequim. Depois de elaborar o seu livro de candidatura e receber a visita da Comissão Avaliadora do Comitê Olímpico Internacional, as cidades agora candidatas participaram, em junho, de um encontro, promovido pela primeira vez na história, com os membros do COI, que elegeriam a cidade-sede dos Jogos de 2016.
Em setembro de 2009, a Comissão Avaliadora divulgou o relatório com suas impressões sobre os projetos finalistas. Tóquio, a cidade que teve a nota preliminar mais alta, perdeu o favoritismo, principalmente devido aos baixos níveis de apoio popular que a candidatura recebia. Chicago sofreu com protestos internos e com problemas com as leis americanas. A candidatura de Madrid teve o projeto mais criticado, principalmente por causa da falta de clareza das leis antidoping da Espanha e da estrutura organizacional do comitê local. As críticas fizeram os representantes da candidatura fazerem mudanças drásticas em pouquíssimo tempo, e, mesmo com o prefeito Alberto Ruiz-Gallardón já admitindo a derrota, o Parlamento Espanhol aprovou a alteração nas leis antidoping do país poucos dias antes da votação. O Rio de Janeiro, apesar de ter tido boas notas, teve problemas com a acomodação e os transportes. As avaliações foram consideradas equilibradas, não sendo possível até então apontar alguma cidade como favorita, nem pelo presidente do COI, Jacques Rogge, nem pelos membros da entidade, que tinham o direito de escolher a vencedora, assim como por órgãos de imprensa e sites especializados.

### Eleição
A cidade-sede dos Jogos Olímpicos e Paralímpicos de Verão de 2016 foi escolhida em 2 de outubro de 2009, em Copenhague, na Dinamarca, em votação durante a 121ª Sessão do Comitê Olímpico Internacional. Após as eliminações de Chicago e Tóquio, Madri e Rio de Janeiro chegaram à final, sendo que a vencedora foi eleita por maioria dos votos.
| 121ª Sessão Comitê Olímpico Internacional 2 de outubro de 2009, no Bella Center, Copenhague, Dinamarca. |                |           |           |           |
| Cidade                                                                                                  | Nação          | 1ª Rodada | 2ª Rodada | 3ª Rodada |
| Rio de Janeiro                                                                                          | Brasil         | 26        | 46        | 66        |
| Madri                                                                                                   | Espanha        | 28        | 29        | 32        |
| Tóquio                                                                                                  | Japão          | 22        | 20        | —         |
| Chicago                                                                                                 | Estados Unidos | 18        | —         | —         |

## Preparação
Na Assembleia Geral do COB do dia 22 de dezembro de 2009 foi criado o Comitê Organizador dos Jogos Olimpicos e Paralímpicos Rio 2016, cujo presidente é Carlos Arthur Nuzman.

### Locais e infraestrutura
Os eventos foram distribuídos em quatro regiões espalhadas pelo Rio. A maioria dos eventos foi realizada na zona oeste da cidade, na região da Barra da Tijuca. Os locais na área do Parque Olímpico do Rio fizeram parte de uma ampliação do Complexo Esportivo Cidade dos Esportes.
O maior espaço para os jogos em termos de capacidade foi o Estádio do Maracanã, oficialmente conhecido como Estádio Jornalista Mário Filho, que pode abrigar 90 mil espectadores, sendo a sede das cerimônias de abertura e encerramento do evento.

#### Parque Olímpico
O Parque Olímpico do Rio de Janeiro é um conjunto de instalações no Complexo Esportivo Cidade dos Esportes que foi expandido no bairro da Barra da Tijuca. A construção teve início no dia 6 de julho de 2012.
O complexo inclui nove espaços esportivos na Zona Oeste do Rio de Janeiro, sendo que sete deles são estruturas permanentes. Após os jogos serem concluídos, a Arena Carioca 3 irá se tornar uma escola de esportes, enquanto os outros seis locais farão parte do Centro Olímpico de Treinamento.
Uma parte do Cidade dos Esportes que foi originalmente construída para sediar os Jogos Pan-Americanos de 2007, será reutilizada, sendo composto pelo Parque Aquático Maria Lenk, Velódromo Olímpico do Rio e a Arena Olímpica do Rio, que no ano seguinte foi privatizada, tornando-se a HSBC Arena. Em agosto de 2011, foi divulgado o escritório de arquitetura britânico Estúdio Aecom como responsável pelo projeto.

#### Porto Maravilha
O centro histórico da cidade está passando por um projeto de revitalização urbana beira-mar em grande escala chamado "Porto Maravilha". Ele abrange 5 quilômetros quadrados de área. O projeto visa a reestruturação a zona portuária do Rio de Janeiro, com a crescente atratividade do centro da cidade, e melhorar a posição de competitividade da cidade na economia global. A chamada "Região Portuária" (parte do Caju, Gamboa, Saúde, Santo Cristo e parte do Centro), que sofreu grande degradação a partir dos anos 1960 por falta de incentivo às indústrias e residências na região.
A renovação urbana envolve: 700 km de redes públicas de abastecimento de água, saneamento, drenagem, eletricidade, gás e telecomunicações; 4 km de túneis; 70 km de estradas; 650 km² de calçadas; 17 km de ciclovias; 15 mil árvores e três estações de tratamento de esgoto.

## Publicidade

### Logotipo
O lançamento do logotipo ocorreu no dia 26 de novembro de 2011 durante a inauguração da árvore de Natal na Lagoa Rodrigo de Freitas. A marca foi apresentada após apresentação de balé, na qual, dos quatro integrantes, dois eram cadeirantes e um tinha a perna amputada. Logo depois, a marca surgiu numa plataforma ao lado da árvore de Natal. A atleta brasileira Ádria Santos, deficiente visual, pôde tocar e sentir a estrutura que representa a marca, formada por poliuretano e com sensores de luz, para maior interação ao movimento do toque. O logotipo segue o mesmo padrão do logotipo dos Jogos Olímpicos de Verão de 2016. Segundo os criadores, este logotipo representa o pulsar do coração do atleta, o espírito paralímpico e as curvas montanhosas do Rio de Janeiro. A Agência Tátil, responsável pelo planejamento da marca, criou um modelo em 3D multissensorial, fazendo com que o modelo, ao toque das pessoas, emita sons e luzes, o que, segundo a Agência, faz com que o atleta paralímpico possa sentir o espírito dos Jogos.

### Transmissão

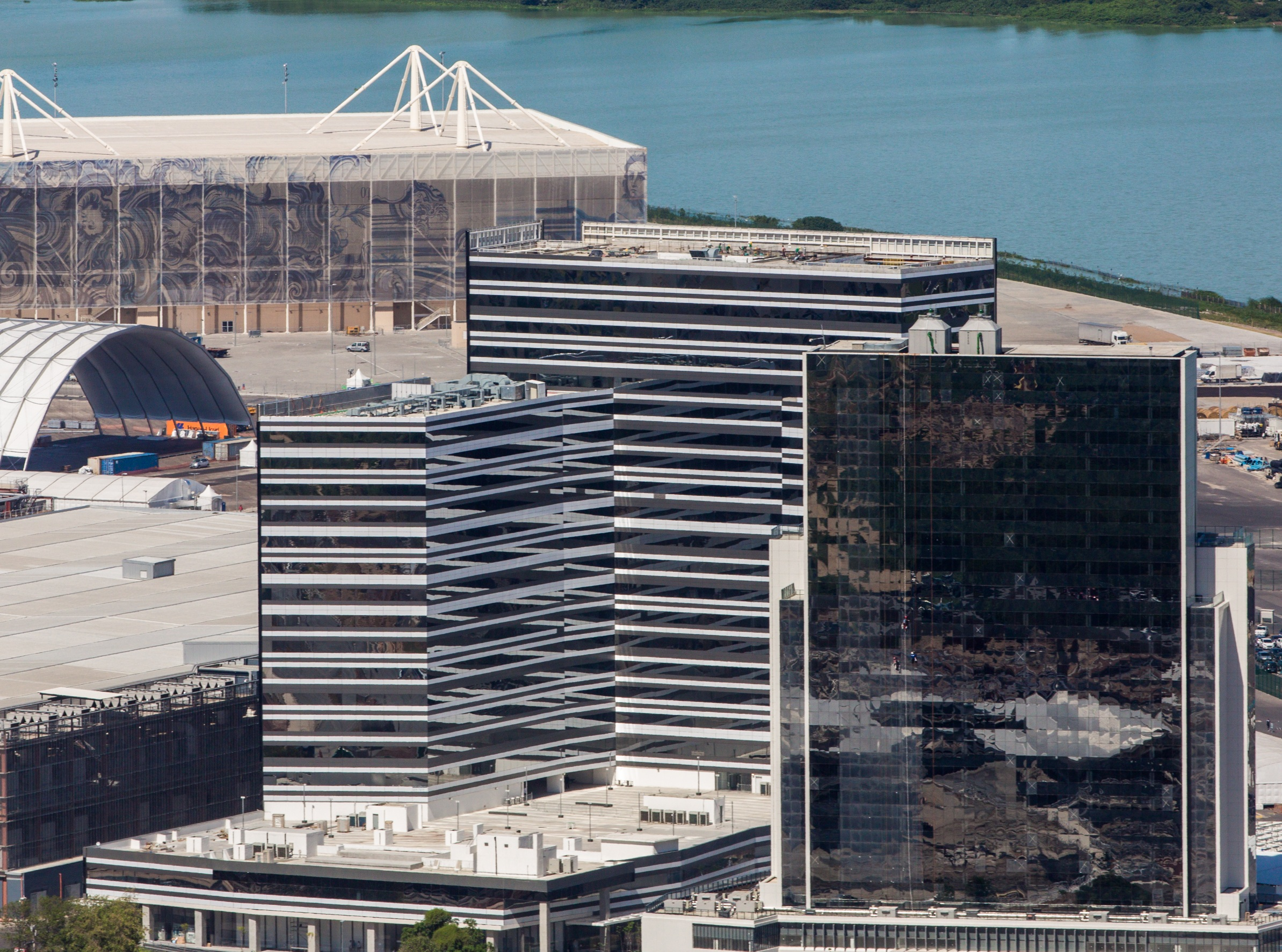
Centro Internacional de Transmissão, ao lado do Centro Principal de Mídia e do Hotel de Mídia, no Parque Olímpico

No Reino Unido, o Channel 4 transmitiu os Jogos Paralímpicos, oferecendo mais de 500 horas de cobertura.
Após severas criticas pela cobertura pífia em Londres 2012 (apenas 5h30 com os melhores momentos), a NBC comprou os direitos dos jogos de 2014 e de 2016 em setembro de 2013. NBC anunciou uma cobertura extensa, envolvendo a NBC e a NBCSN que transmitiu um mínimo de 66 horas.
Na Austrália, a Seven Network se comprometeu a transmitir 14 horas diárias do evento sob a marca Seven Sport. Além disso, transmitiu os jogos por suas plataformas online.
Os direitos de transmissão no Brasil eram pertencentes ao Grupo Globo, que autorizou O IPC a repassar para qualquer emissora interessada em transmitir o evento. os direitos foram repassados para a TV Brasil de responsabilidade da EBC, juntamente com as emissoras públicas de alguns estados. A TV Cultura, que solicitou a transmissão do evento a EBC, teve pedido negado por não fazer parte da ABEPEC. Em 7 de setembro, pouco antes da cerimônia de abertura, o canal iniciou nas redes sociais a campanha #LiberaOSinalEBC. Sem resposta, o departamento de jornalismo da Cultura fez um pedido para Rede Globo e conseguiu a autorização para retransmitir o sinal do International Broadcast Center (IBC), passando a exibir a abertura 1h depois de seu início. Posteriormente, o canal anunciou que iria exibir algumas modalidades. Após o impasse, a TV Brasil e a TV Cultura passaram a exibir o evento em conjunto, onde a Cultura retransmitia as imagens geradas pela TV Brasil, além de retransmitir o material produzido pela equipe do canal.
A Globosat, por intermédio do SporTV, transmitiu com exclusividade pela TV por assinatura. A TV Globo –uma das emissoras oficiais dos Jogos Olímpicos– produziu um programa diário que era transmitido logo após o "Jornal da Globo",que fazia um resumo dos principais acontecimentos do dia. A emissora transmitiu algumas entradas ao vivo durante alguns de seus principais programas como o "Esporte Espetacular". Ao mesmo tempo,as outras principais emissoras abertas do país: Band,Record,o SBT e a RedeTV! fizeram uma discreta cobertura jornalística.

### Pictogramas
Os pictogramas foram anunciados em 7 de novembro de 2013, durante evento no Espaço Lagoon, Rio de Janeiro.
Foi a primeira vez que os eventos paralímpicos foram contemplados com pictogramas. "Esse é um dos nossos diferenciais na história dos Jogos", declarou Carlos Arthur Nuzman, presidente do COB e do Comitê Rio-2016. Todas as modalidades foram representadas em desenhos com fundo em formato das formas geográficas da cidade. O conceito tipográfico dos pictogramas, segundo os desenvolvedores, "foi inspirado nas letras e números do logotipo Rio-2016 e na essência dos Jogos".
Os 23 pictogramas paralímpicos chamam a atenção pelos detalhes. No atletismo, o desenho mostra as próteses usadas por corredores como Alan Fonteles. No basquete, bocha, esgrima, rugby em cadeira de rodas, tênis de mesa, tênis, tiro com arco e tiro esportivo, a cadeira de rodas é exibida. No futebol de cinco, a venda usada pelos deficientes visuais também é destacada.

### Mascotes

Vinícius e Tom, os mascotes oficiais dos Jogos Olímpicos e dos Jogos Paralímpicos de Verão de 2016

Em 23 de novembro de 2014 foram anunciados as mascotes dos Jogos Olímpicos e Paralímpicos durante o programa Fantástico, da Rede Globo. Representando a fauna e flora brasileiras, o primeiro é uma mistura de todos os animais e possui a característica de se esticar o quanto quiser, pular bem alto e imitar o som de qualquer animal e representa as Olimpíadas. O segundo é uma mistura de todas as plantas das florestas brasileiras, conhece os segredos da natureza e sabe que com criatividade, inteligência e vontade pode chegar aonde quiser. Representa as Paralimpíadas.
Após a divulgação oficial foi aberta uma votação popular pela internet para a escolha dos nomes das mascotes. Dentre as três opções estavam Vinicius e Tom, Oba e Eba e Tiba Tuque e Esquindim. Em 14 de dezembro de 2014, foi escolhido o nome Vinícius e Tom, com 44% dos votos. A escolha homenageia os músicos Vinicius de Moraes e Tom Jobim, dois expoentes da bossa nova e autores de Garota de Ipanema, uma das canções brasileiras mais conhecidas no mundo.
Vinicius é o nome do mascote olímpico e Tom do paralímpico.

### Tocha Paralímpica
O desenvolvimento de escolha do design da tocha foi realizado através de um concurso entre 76 agências brasileiras que foram submetidas a uma comissão julgadora constituída por 11 membros. No final do concurso o modelo escolhido foi o da agência paulista Chelles & Hayashi e segue o mesmo padrão utilizado na tocha olímpica, entretanto, com outras cores e algumas inscrições em braile.

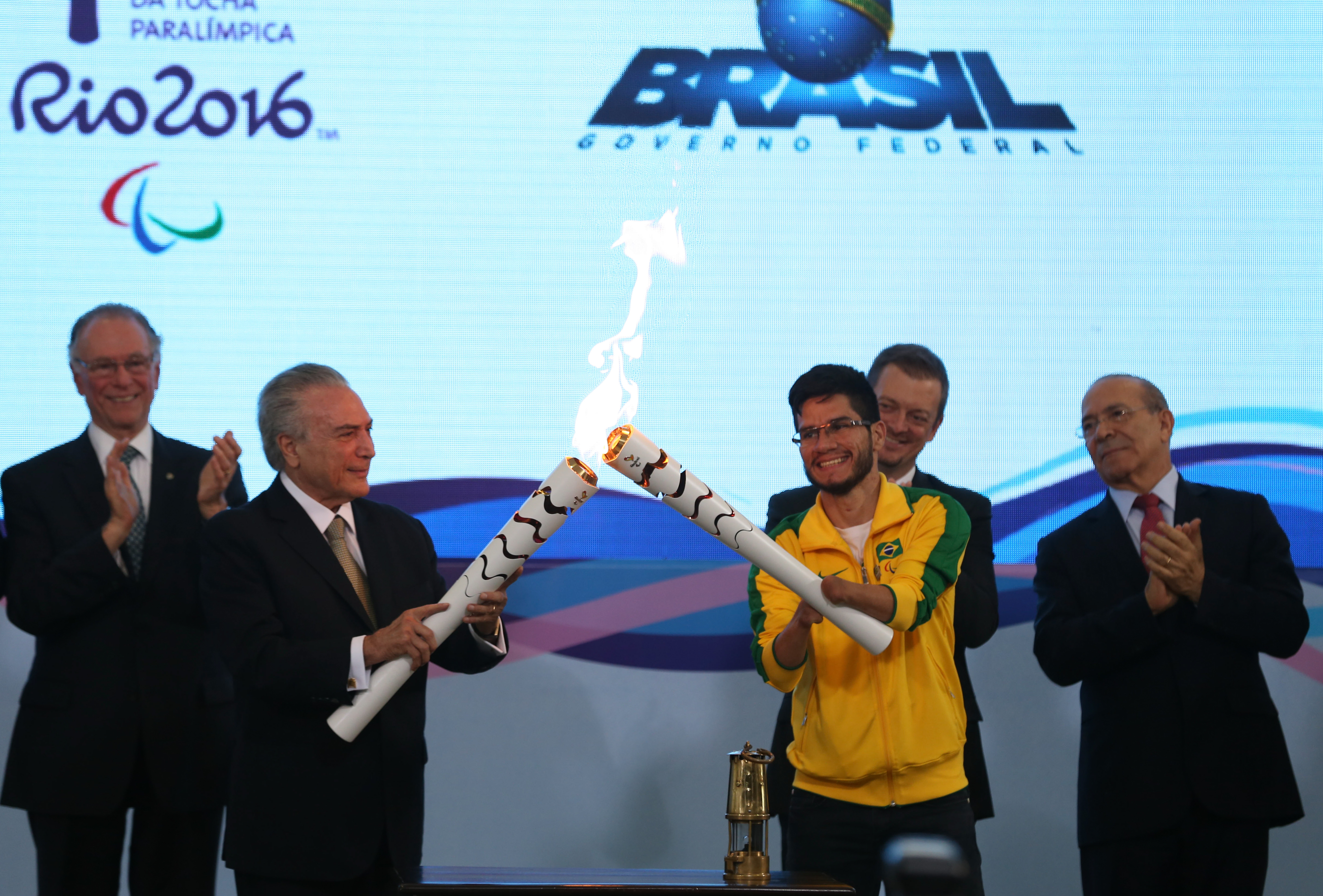
O ainda interino Presidente do Brasil Michel Temer e velocista brasileiro Yohansson Nascimento durante cerimônia simbólica do acendimento da tocha, no Palácio do Planalto.

A tocha paralímpica é produzida com alumínio reciclado e tem acabamento acetinado. Tal como a sua versão olímpica é formada por seis segmentos que se abrem quando é acesa, ato que também é conhecido como “momento do beijo”, e que remetem à paisagem natural do Rio de Janeiro e do Brasil. O topo dourado da tocha é uma referência ao céu e ao sol, já o recorte inferior representa com a cor laranja a montanha do Pão de Açúcar, o Morro Dois Irmãos e a Pedra da Gávea. Logo abaixo na cor vermelha estão representados as ondas e o mar, e por fim em roxo o calçadão de Copacabana. A malha triangular no final da tocha representa os três valores paralímpicos: excelência, amizade e respeito. O comprimento da tocha quando fechada é de 63,5 cm e quando expandida é de 69 cm. Ela pesa aproximadamente 1,5 kg.
O revezamento começou com o acendimento da chama da herança na casa espiritual dos Jogos Paralímpicos, em Stoke Mandeville,na Grã-Bretanha de onde será transmitida virtualmente para a cidade do Rio de Janeiro.Várias “chamas pessoais”, doadas virtualmente, alimentaram a chama durante o percurso virtual entre a Grã-Bretanha e o Brasil.A etapa nacional contou com cinco cidades, cada uma representando cinco regiões do Brasil: Belém, Brasília, Joinville, Natal e São Paulo – cidades emblemáticas,para o movimento Paralímpico no país. A partir de 1º de setembro, e durante cinco dias, foram acesas “chamas regionais” (chamas físicas), levadas por condutores a locais emblemáticos de cada cidade. Ao final de cada dia, uma celebração local será realizada e as chamas locais serão enviadas virtualmente para a cidade do Rio de Janeiro. Na noite da véspera da cerimônia de abertura, já no Rio, as chamas serão unificadas e, juntamente com o fogo que veio de Stoke Mandeville irão formar a tocha paralímpica, que irá ser revezada por 24 horas pela cidade do Rio de Janeiro,que chegou ao Estádio do Maracanã, ao final da cerimônia de abertura.

## Organização

### Medalhas

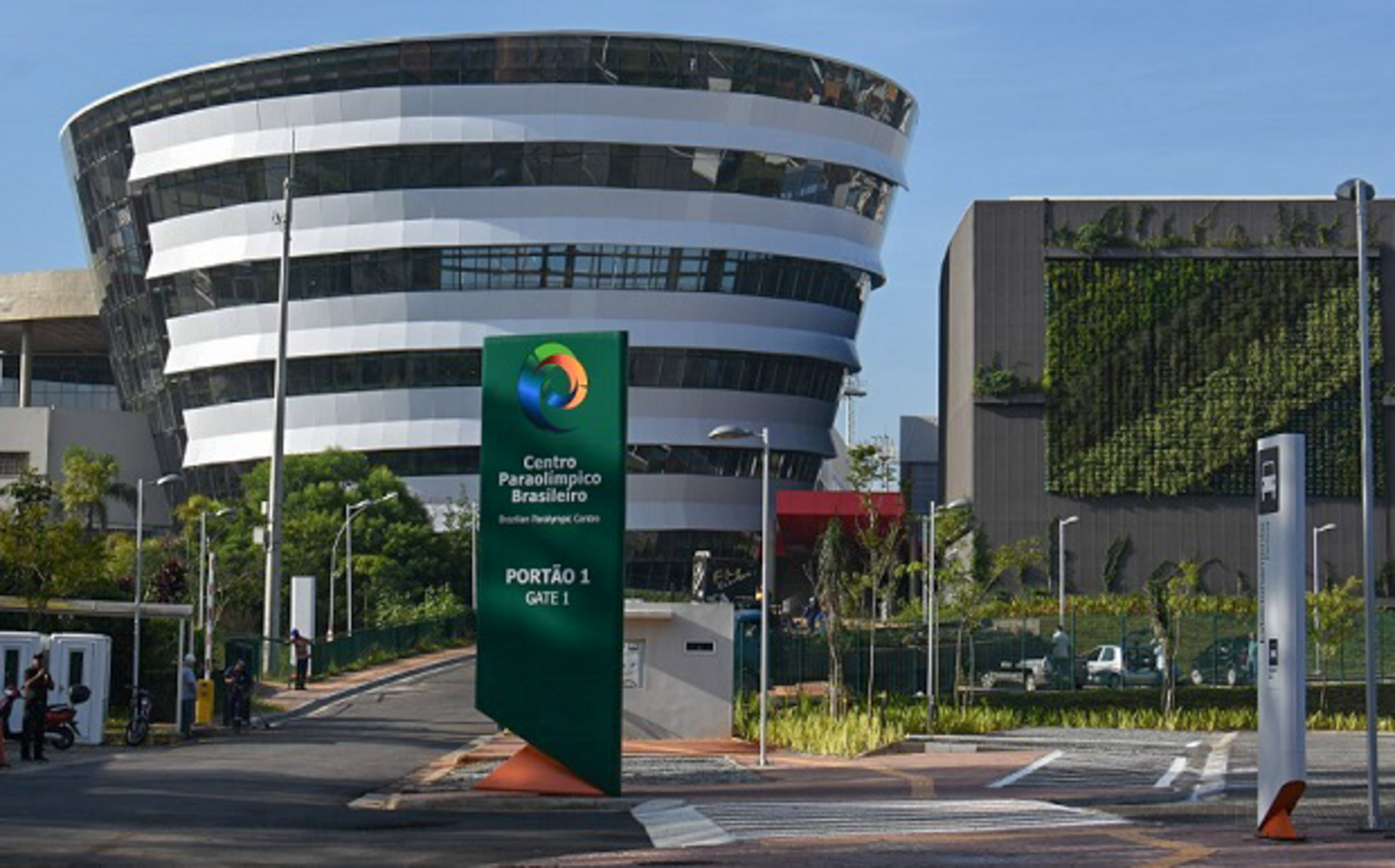
Centro Paralímpico Brasileiro

No dia 14 de junho de 2016 as medalhas foram apresentadas ao público pela primeira vez, numa cerimônia realizada na Arena do Futuro. Pesando 500 g, as medalhas distribuídas no Rio 2016 são as maiores e mais pesadas da história dos Jogos de Verão. A de ouro tem 494 g de prata (metal) com 92,5% de pureza e 6 g de ouro, com 99,9% de pureza. A de prata tem 500 g de prata. A de bronze, com 40% de cobre reutilizado da própria Casa da Moeda, tem 475 g de cobre (97%) e 25 g de zinco (3%). Além disso, as peças de ouro são 100% livres de mercúrio, e as de prata e bronze contam com 30% de material reciclado em sua composição. Já a fórmula da fita que prende as medalhas nos pescoços dos atletas é produzida com 50% de garrafas PET recicladas. Por fim, o estojo que guarda as preciosidades é feito de madeira produzida em áreas com atividade ambiental sustentável e socialmente responsável. Seu tamanho, 85 mm, é o mesmo das dos Jogos de Londres 2012.
Pela primeira vez na história elas têm o centro ligeiramente mais alto que as bordas. Será a primeira vez também que as medalhas paralímpicas contam com guizos. Para emitirem sons diferentes as medalhas possuem diferentes quantidades de guizos: a de ouro possui 28 esferas, a de prata 20 e a de bronze 16. Assim, oferecendo aos atletas uma experiência sensorial.

## Os jogos

### Cerimônia de abertura

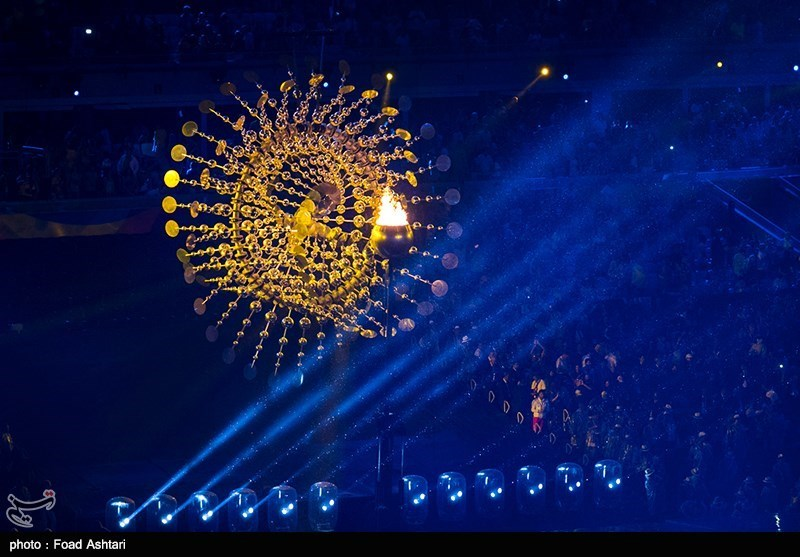
Acendimento da Pira Paralímpica durante a cerimônia

A cerimônia de abertura dos Jogos Paralímpicos de Verão de 2016 ocorreu na noite de 7 de setembro no Estádio do Maracanã a partir de 18:30 UTC-3 (21:30 UTC). Como estipulado pela Carta Paralímpica, o processo combinou a abertura cerimonial formal deste evento desportivo internacional (incluindo discursos de boas-vindas, içar das bandeiras e do desfile de atletas) com um espetáculo artístico para mostrar a cultura do país anfitrião. Cerca de 78.000 espectadores testemunharam a cerimônia de abertura ao vivo do Estádio do Maracanã.
A cerimônia começou com um segmento pré-gravado, com Philip Craven, viajando em sua cadeira de rodas através de várias cidades brasileiras a caminho do Rio de Janeiro, e visitou o Cristo Redentor antes de entrar no estádio. Para a conclusão da contagem regressiva, o dublê em cadeira de rodas Aaron "Wheelz" Fotheringham desceu uma rampa, saltando através de um grande número "0" e realizou um mortal em uma almofada de ar. O primeiro segmento da parte cultural da cerimônia homenageou à invenção da roda, com círculos de samba e artistas que foram ao palco em cadeiras de rodas. O segmento seguinte prestou homenagem às praias do Rio de Janeiro, incluindo artistas "surfando" em skates projetados no chão. O atleta paralímpico brasileiro Daniel Dias apareceu no segmento. Este momento foi seguido por uma homenagem a influência africana sobre a cultura brasileira. O Hino Nacional Brasileiro foi realizado no piano por João Carlos Martins, enquanto artistas dispostos no chão do estádio formaram a bandeira do Brasil.

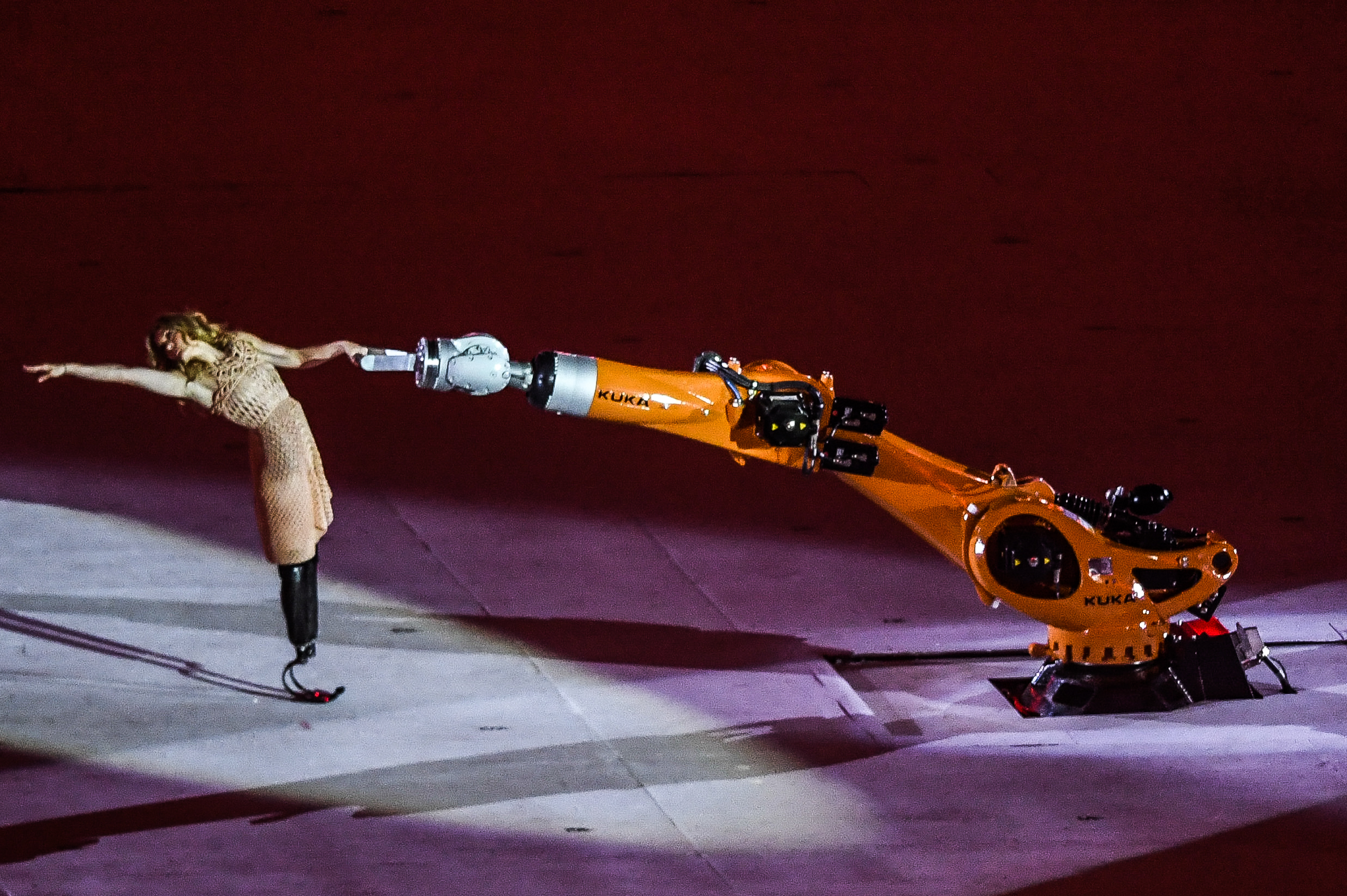
Atleta Amy Purdy durante rotina de dança com um robô.

Delegações que representaram 160 Comitês Paralímpicos Nacionais desfilaram no estádio, lideradas pelos Atletas Independentes. Cada equipe foi acompanhada por uma moça que levava um sinal em forma de peça de quebra-cabeça com o nome do país em português. O inverso de cada peça foi adornada com as fotos dos atletas que participavam. Em protesto contra o banimento da Rússia dos Jogos devido a um escândalo de doping, um membro da delegação da Bielorrússia carregou a bandeira da Rússia ao entrar no estádio. Depois de todos os atletas entrarem, as peças de quebra-cabeça formaram uma imagem de um coração batendo.
Um segmento representando a visão apresentou dançarinos vestidos de preto, enquanto carregavam bastões de luz branca, seguidos por uma rotina por um par de dançarinos cegos auxiliados por um piso tátil. Isto foi seguido por segmentos em homenagem aos esportes que seriam apresentados durante os Jogos. O emblema Paraolímpico foi formado no chão da arena, seguido pela entrada e hasteamento da bandeira paraolímpica; a bandeira foi trazida por crianças atendidas pela AACD juntamente com os seus pais, e uma montagem de atletas paralímpicos foi mostrada enquanto a bandeira era levantada. Na sequência da tomada dos juramentos,a snowboarder Amy Purdy também realizou uma rotina de dança, juntamente com um braço robótico KUKA para simbolizar a coexistência de seres humanos e tecnologia.
A pira olímpica foi acesa no Maracanã sob chuva. A chama paralímpica foi levada ao estádio pelo corredor Antônio Delfino, que passou a tocha para a nadadora Márcia Malsar. Malsar escorregou e caiu no chão encharcado de chuva, deixando a tocha cair. Depois de se recuperar, ela passou a tocha para a lenda paralímpica Ádria Santos, que em seguida entregou a tocha para outra lenda paralímpica Clodoaldo Silva. Confrontado com escadas que levavam a pira, elas se abriram para revelar uma rampa para cadeirantes, que ele usou para chegar a pira e acendê-la.

### Programa esportivo
O programa esportivo dos Jogos Paralímpicos de 2016 teve 22 esportes. O Comitê Executivo, após resultado de uma consultoria, anunciou os sete finalistas para duas vagas de novos esportes no programa esportivo. Os esportes que disputavam as vagas eram o badminton, canoagem, golfe, taekwondo, triatlo, futebol em cadeira motorizada e basquetebol para atletas com deficiência mental. As respectivas federações fizeram suas apresentações para os membros do Comitê Paralímpico Internacional em junho de 2010.
Durante reunião do quadro executivo do IPC, em 11 de novembro de 2010, o programa paralímpico foi revisto. Neste encontro, a primeira votação do quadro aprovou por unanimidade a permanência dos 20 esportes já presentes. A segunda votação deliberou sobre a proposta do aumento do número de modalidades, na qual sete foram a favor e três foram contra. A terceira votação decidiu a inclusão de dois esportes nos Jogos, na qual a canoagem e o triatlo foram adicionados, após a análise de todos os critérios vigentes da entidade. Esta foi a última edição dos Jogos em que o futebol de 7 e a vela fizeram parte do programa paralímpico, já que foram removidos para Tóquio 2020 por deixarem de se enquadrarem nas regras vigentes pela instituição Suas vagas serão ocupadas pelo badminton e taekwondo.
- Atletismo
- Basquetebol em cadeira de rodas
- Bocha
- Canoagem
- Ciclismo  (estrada e pista)
- Esgrima em cadeira de rodas
- Futebol de 5
- Futebol de 7
- Goalball
- Hipismo
- Judô
- Levantamento de peso
- Natação
- Remo
- Rugby em cadeira de rodas
- Tênis de mesa
- Tênis em cadeira de rodas
- Tiro
- Tiro com arco
- Triatlo
- Vela
- Voleibol sentado

### Calendário
| CA | Cerimônia de abertura | ● | Competições esportivas | 1 | Medalhas de ouro | CE | Cerimônia de encerramento |

| Setembro                        | 7 Qua | 8 Qui | 9 Sex | 10 Sáb | 11 Dom | 12 Seg | 13 Ter | 14 Qua | 15 Qui | 16 Sex | 17 Sáb | 18 Dom | Eventos |
| ------------------------------- | ----- | ----- | ----- | ------ | ------ | ------ | ------ | ------ | ------ | ------ | ------ | ------ | ------- |
| Cerimônias                      | CA    |       |       |        |        |        |        |        |        |        |        | CE     |         |
| Atletismo                       |       | 10    | 20    | 16     | 19     | 14     | 19     | 14     | 19     | 16     | 25     | 5      | 177     |
| Basquetebol em cadeira de rodas |       | ●     | ●     | ●      | ●      | ●      | ●      | ●      | ●      | 1      | 1      |        | 2       |
| Bocha                           |       |       |       | ●      | ●      | 3      | ●      | ●      | ●      | 4      |        |        | 7       |
| Canoagem                        |       |       |       |        |        |        |        | ●      | 6      |        |        |        | 6       |
| Ciclismo (estrada)              |       |       |       |        |        |        |        | 8      | 8      | 8      | 9      |        | 33      |
| Ciclismo (pista)                |       | 4     | 5     | 5      | 3      |        |        |        |        |        |        |        | 17      |
| Esgrima em cadeira de rodas     |       |       |       |        |        | 2      | 4      | 4      | 2      | 2      |        |        | 14      |
| Futebol de 5                    |       |       | ●     |        | ●      |        | ●      |        | ●      |        | 1      |        | 1       |
| Futebol de 7                    |       | ●     |       | ●      |        | ●      |        | ●      |        | 1      |        |        | 1       |
| Goalball                        |       | ●     | ●     | ●      | ●      | ●      | ●      | ●      | ●      | 2      |        |        | 2       |
| Hipismo                         |       |       |       |        | ●      | ●      | 1      | 2      | 2      | 6      |        |        | 11      |
| Judô                            |       | 4     | 4     | 5      |        |        |        |        |        |        |        |        | 13      |
| Levantamento de peso            |       | 2     | 3     | 3      | 3      | 3      | 3      | 3      |        |        |        |        | 20      |
| Natação                         |       | 16    | 16    | 14     | 15     | 16     | 15     | 15     | 14     | 16     | 15     |        | 152     |
| Remo                            |       |       | ●     | ●      | 4      |        |        |        |        |        |        |        | 4       |
| Rugby em cadeira de rodas       |       |       |       |        |        |        |        | ●      | ●      | ●      | ●      | 1      | 1       |
| Tênis de mesa                   |       | ●     | ●     | ●      | 5      | 8      | 8      | ●      | ●      | 4      | 4      |        | 29      |
| Tênis em cadeira de rodas       |       |       | ●     | ●      | ●      | ●      | 1      | 1      | 2      | 2      |        |        | 6       |
| Tiro                            |       | 2     | 2     | 2      | 1      | 1      | 2      | 2      |        |        |        |        | 12      |
| Tiro com arco                   |       |       |       | ●      | 1      | 1      | 1      | 1      | 1      | 2      | 2      |        | 9       |
| Triatlo                         |       |       |       | 3      | 3      |        |        |        |        |        |        |        | 6       |
| Vela                            |       |       |       |        |        | ●      | ●      | ●      | ●      | ●      | 3      |        | 3       |
| Voleibol sentado                |       | ●     | ●     | ●      | ●      | ●      | ●      | ●      | ●      | 1      | 1      |        | 2       |
| Eventos                         | 0     | 38    | 50    | 48     | 54     | 48     | 54     | 50     | 54     | 65     | 61     | 6      | 528     |
| Cumulativo                      | 0     | 38    | 88    | 136    | 190    | 238    | 292    | 342    | 396    | 461    | 522    | 528    |         |
| Setembro                        | 7 Qua | 8 Qui | 9 Sex | 10 Sáb | 11 Dom | 12 Seg | 13 Ter | 14 Qua | 15 Qui | 16 Sex | 17 Sáb | 18 Dom | Eventos |

### Quadro de medalhas
País sede destacado
| Ordem                                                 | País               | Medalha de ouro | Medalha de prata | Medalha de bronze |     |  |
| ----------------------------------------------------- | ------------------ | --------------- | ---------------- | ----------------- | --- |  |
| 1                                                     | CHN China          | 107             | 81               | 51                | 239 |  |
| 2                                                     | GBR Grã-Bretanha   | 64              | 39               | 44                | 147 |  |
| 3                                                     | UKR Ucrânia        | 41              | 37               | 39                | 117 |  |
| 4                                                     | USA Estados Unidos | 40              | 44               | 31                | 115 |  |
| 5                                                     | AUS Austrália      | 22              | 30               | 29                | 81  |  |
| 6                                                     | GER Alemanha       | 18              | 25               | 14                | 57  |  |
| 7                                                     | NED Países Baixos  | 17              | 19               | 26                | 62  |  |
| 8                                                     | BRA Brasil         | 14              | 29               | 29                | 72  |  |
| 9                                                     | ITA Itália         | 10              | 14               | 15                | 39  |  |
| 10                                                    | POL Polônia        | 9               | 18               | 12                | 39  |  |
|                                                       |                    |                 |                  |                   |     |  |
| 73                                                    | POR Portugal       |                 |                  | 4                 | 4   |  |
| 76                                                    | CPV Cabo Verde     |                 |                  | 1                 | 1   |  |
| 76                                                    | MOZ Moçambique     |                 |                  | 1                 | 1   |  |
| Os demais países lusófonos não conquistaram medalhas. |                    |                 |                  |                   |     |  |

### Participantes
Os seguintes países enviaram delegações para os Jogos. Macau e Ilhas Faroé são membros do Comitê Paralímpico Internacional, mas não pertencem ao Comitê Olímpico Internacional; por isso eles participam dos Jogos Paralímpicos, mas não participam dos Jogos Olímpicos.
Os atletas russos foram expulsos dos Jogos, como consequência do escândalo de doping institucional do governo do país. Por conta disso, o Comitê Paralímpico Russo e o Ministério dos Esportes da Rússia, como forma de protesto, promoveram uma competição alternativa para seus atletas em Novogorsk, um surbúrbio de Moscou. O banimento também serviria para os Jogos Paralímpicos de Inverno de 2018, em PyeongChang, Coreia do Sul.
Em 5 de agosto de 2016, o IPC anunciou que tentaria criar um Time de Atletas Refugiados para competir nos Jogos, uma iniciativa semelhante ao que o Comitê Olímpico Internacional, fez durante os Jogos Olímpicos de Verão de 2016. No dia 26 de agosto de 2016, o IPC informou que estes atletas, na verdade, competiriam como Atletas Paralímpicos Individuais.
| \| - AFG Afeganistão (1) - RSA África do Sul (44) - GER Alemanha (155) - ANG Angola (4) - KSA Arábia Saudita (4) - ALG Argélia (60) - ARG Argentina (84) - ARM Armênia (2) - ARU Aruba (1) - IPA Atletas Paralímpicos Individuais (2) - AUS Austrália (169) - AUT Áustria (27) - AZE Azerbaijão (25) - BRN Bahrein (2) - BEL Bélgica (29) - BEN Benim (1) - BER Bermudas (2) - BLR Bielorrússia (20) - BIH Bósnia e Herzegovina (14) - BOT Botsuana (1) - BRA Brasil (288) (sede) - BUL Bulgária (7) - BUR Burquina Fasso (1) - BDI Burundi (1) - CPV Cabo Verde (2) - CMR Camarões (1) - KHM República Quemer (1) - CAN Canadá (157) - QAT Catar (3) - KAZ Cazaquistão (11) - CHI Chile (15) - CHN China (309) - CYP Chipre (2) - COL Colômbia (39) - COM Comores (1) - CGO Congo (1) - PRK Coreia do Norte (1) - KOR Coreia do Sul (82) - CIV Costa do Marfim (5) - CRC Costa Rica (3) - CRO Croácia (19) - CUB Cuba (22) - DEN Dinamarca (21) - EGY Egito (45) - ESA El Salvador (1) - UAE Emirados Árabes Unidos (18) - ECU Equador (5) - SVK Eslováquia (28) - SLO Eslovênia (8) - ESP Espanha (113) - USA Estados Unidos (279) - EST Estônia (6) - ETH Etiópia (5) - FIJ Fiji (2) \| - PHI Filipinas (5) - FIN Finlândia (26) - FRA França (123) - GAB Gabão (1) - GAM Gâmbia (1) - GHA Gana (3) - GEO Geórgia (5) - GBR Grã-Bretanha (251) - GRE Grécia (60) - GUA Guatemala (1) - GUI Guiné (1) - GBS Guiné-Bissau (1) - HAI Haiti (1) - HON Honduras (2) - HKG Hong Kong (24) - HUN Hungria (43) - FRO Ilhas Faroé (1) - ISV Ilhas Virgens Americanas (1) - IND Índia (19) - INA Indonésia (9) - IRI Irã (110) - IRQ Iraque (14) - IRL Irlanda (44) - ISL Islândia (5) - ISR Israel (33) - ITA Itália (101) - JAM Jamaica (3) - JPN Japão (132) - JOR Jordânia (10) - KUW Kuwait (6) - LAO Laos (1) - LES Lesoto (2) - LAT Letônia (11) - LBR Libéria (1) - LBA Líbia (3) - LTU Lituânia (13) - LUX Luxemburgo (1) - MAC Macau (1) - MAD Madagascar (1) - MAS Malásia (19) - MWI Malawi (1) - MLI Mali (2) - MLT Malta (1) - MAR Marrocos (26) - MRI Maurício (2) - MEX México (71) - MYA Mianmar (2) - MOZ Moçambique (6) - MDA Moldávia (3) - MGL Mongólia (8) - MNE Montenegro (2) - NAM Namíbia (9) - NEP Nepal (2) - NCA Nicarágua (3) \| - NIG Níger (2) - NGR Nigéria (23) - NOR Noruega (25) - NZL Nova Zelândia (28) - OMA Omã (2) - NED Países Baixos (120) - PLE Palestina (1) - PAN Panamá (2) - PNG Papua-Nova Guiné (2) - PAK Paquistão (1) - PER Peru (6) - POL Polônia (90) - PUR Porto Rico (4) - POR Portugal (37) - KEN Quênia (9) - KGZ Quirguistão (3) - CAF República Centro-Africana (1) - CZE República Checa (37) - COD República Democrática do Congo (2) - DOM República Dominicana (2) - MKD República da Macedônia (2) - ROU Romênia (97) - RWA Ruanda (13) - SAM Samoa (2) - STP São Tomé e Príncipe (1) - SEN Senegal (2) - SLE Serra Leoa (1) - SRB Sérvia (16) - SEY Seicheles (1) - SIN Singapura (13) - SYR Síria (2) - SOM Somália (1) - SRI Sri Lanka (9) - SWE Suécia (58) - SUI Suíça (24) - SUR Suriname (1) - TPE Taipé Chinês (13) - THA Tailândia (45) - TJK Tajiquistão (1) - TAN Tanzânia (1) - TLS Timor-Leste (2) - TOG Togo (1) - TON Tonga (2) - TTO Trinidad e Tobago (3) - TUN Tunísia (31) - TKM Turcomenistão (2) - TUR Turquia (81) - UKR Ucrânia (168) - UGA Uganda (1) - URU Uruguai (4) - UZB Uzbequistão (32) - VEN Venezuela (24) - VIE Vietnã (11) - ZIM Zimbabwe (5) \| | | |
| - AFG Afeganistão (1) - RSA África do Sul (44) - GER Alemanha (155) - ANG Angola (4) - KSA Arábia Saudita (4) - ALG Argélia (60) - ARG Argentina (84) - ARM Armênia (2) - ARU Aruba (1) - IPA Atletas Paralímpicos Individuais (2) - AUS Austrália (169) - AUT Áustria (27) - AZE Azerbaijão (25) - BRN Bahrein (2) - BEL Bélgica (29) - BEN Benim (1) - BER Bermudas (2) - BLR Bielorrússia (20) - BIH Bósnia e Herzegovina (14) - BOT Botsuana (1) - BRA Brasil (288) (sede) - BUL Bulgária (7) - BUR Burquina Fasso (1) - BDI Burundi (1) - CPV Cabo Verde (2) - CMR Camarões (1) - KHM República Quemer (1) - CAN Canadá (157) - QAT Catar (3) - KAZ Cazaquistão (11) - CHI Chile (15) - CHN China (309) - CYP Chipre (2) - COL Colômbia (39) - COM Comores (1) - CGO Congo (1) - PRK Coreia do Norte (1) - KOR Coreia do Sul (82) - CIV Costa do Marfim (5) - CRC Costa Rica (3) - CRO Croácia (19) - CUB Cuba (22) - DEN Dinamarca (21) - EGY Egito (45) - ESA El Salvador (1) - UAE Emirados Árabes Unidos (18) - ECU Equador (5) - SVK Eslováquia (28) - SLO Eslovênia (8) - ESP Espanha (113) - USA Estados Unidos (279) - EST Estônia (6) - ETH Etiópia (5) - FIJ Fiji (2) | - PHI Filipinas (5) - FIN Finlândia (26) - FRA França (123) - GAB Gabão (1) - GAM Gâmbia (1) - GHA Gana (3) - GEO Geórgia (5) - GBR Grã-Bretanha (251) - GRE Grécia (60) - GUA Guatemala (1) - GUI Guiné (1) - GBS Guiné-Bissau (1) - HAI Haiti (1) - HON Honduras (2) - HKG Hong Kong (24) - HUN Hungria (43) - FRO Ilhas Faroé (1) - ISV Ilhas Virgens Americanas (1) - IND Índia (19) - INA Indonésia (9) - IRI Irã (110) - IRQ Iraque (14) - IRL Irlanda (44) - ISL Islândia (5) - ISR Israel (33) - ITA Itália (101) - JAM Jamaica (3) - JPN Japão (132) - JOR Jordânia (10) - KUW Kuwait (6) - LAO Laos (1) - LES Lesoto (2) - LAT Letônia (11) - LBR Libéria (1) - LBA Líbia (3) - LTU Lituânia (13) - LUX Luxemburgo (1) - MAC Macau (1) - MAD Madagascar (1) - MAS Malásia (19) - MWI Malawi (1) - MLI Mali (2) - MLT Malta (1) - MAR Marrocos (26) - MRI Maurício (2) - MEX México (71) - MYA Mianmar (2) - MOZ Moçambique (6) - MDA Moldávia (3) - MGL Mongólia (8) - MNE Montenegro (2) - NAM Namíbia (9) - NEP Nepal (2) - NCA Nicarágua (3) | - NIG Níger (2) - NGR Nigéria (23) - NOR Noruega (25) - NZL Nova Zelândia (28) - OMA Omã (2) - NED Países Baixos (120) - PLE Palestina (1) - PAN Panamá (2) - PNG Papua-Nova Guiné (2) - PAK Paquistão (1) - PER Peru (6) - POL Polônia (90) - PUR Porto Rico (4) - POR Portugal (37) - KEN Quênia (9) - KGZ Quirguistão (3) - CAF República Centro-Africana (1) - CZE República Checa (37) - COD República Democrática do Congo (2) - DOM República Dominicana (2) - MKD República da Macedônia (2) - ROU Romênia (97) - RWA Ruanda (13) - SAM Samoa (2) - STP São Tomé e Príncipe (1) - SEN Senegal (2) - SLE Serra Leoa (1) - SRB Sérvia (16) - SEY Seicheles (1) - SIN Singapura (13) - SYR Síria (2) - SOM Somália (1) - SRI Sri Lanka (9) - SWE Suécia (58) - SUI Suíça (24) - SUR Suriname (1) - TPE Taipé Chinês (13) - THA Tailândia (45) - TJK Tajiquistão (1) - TAN Tanzânia (1) - TLS Timor-Leste (2) - TOG Togo (1) - TON Tonga (2) - TTO Trinidad e Tobago (3) - TUN Tunísia (31) - TKM Turcomenistão (2) - TUR Turquia (81) - UKR Ucrânia (168) - UGA Uganda (1) - URU Uruguai (4) - UZB Uzbequistão (32) - VEN Venezuela (24) - VIE Vietnã (11) - ZIM Zimbabwe (5) |

## Controvérsias

### Acidente com balão
Na madrugada do dia 12 de setembro, um balão que sobrevoava o Parque Olímpico da Barra caiu sobre o teto da Arena Carioca 3, danificando as tubulações de ar condicionado, causando um princípio de incêndio e a inundação parcial da Arena.